# Voloșînovo, Starîi Sambir
Voloșînovo (în ucraineană Волошиново) este localitatea de reședință a comunei Voloșînovo din raionul Starîi Sambir, regiunea Liov, Ucraina.

## Demografie
Componența lingvistică a localității Voloșînovo
     Ucraineană (99,75%)
     Alte limbi (0,13%)
Conform recensământului din 2001, majoritatea populației localității Voloșînovo era vorbitoare de ucraineană (99,75%), existând în minoritate și vorbitori de alte limbi.